# Оперный театр (Ганновер)
Оперный театр Ганновера (нем. Opernhaus Hannover) — театр оперы и балета, расположенный в городе Ганновер (земля Нижняя Саксония, Германия).

## История
Строительство оперного театра началось в 1845 году в центре Ганновера и завершилось 7 лет спустя. Здание построено в стиле классицизм архитектором Георгом Людвигом Лавесом.
Первая опера, «Свадьба Фигаро» Моцарта, была представлена в театре в 5 сентября 1852 года.
Во время Второй мировой войны, 26 июля 1943 года, театр полностью сгорел в результате авианалётов союзной авиации.
30 ноября 1950 года здание было вновь открыто после реставрации. Первой постановкой была опера «Кавалер розы» Рихарда Штрауса. В 1950—1964 годах здание было несколько раз перестроено. В 1985 году была проведена комплексная модернизация. Современный зал вмещает в себя 1200 человек.

## Некоторые постановки
- 1838: «Бебу» Генриха Маршнера;
- 1852: «Аустин» Генриха Маршнера;
- 1921: «Принцесса Гирнара» Эгона Веллеса;
- 1977: «Фауст и Йорик» Вольфганга Рима.

## Фотографии

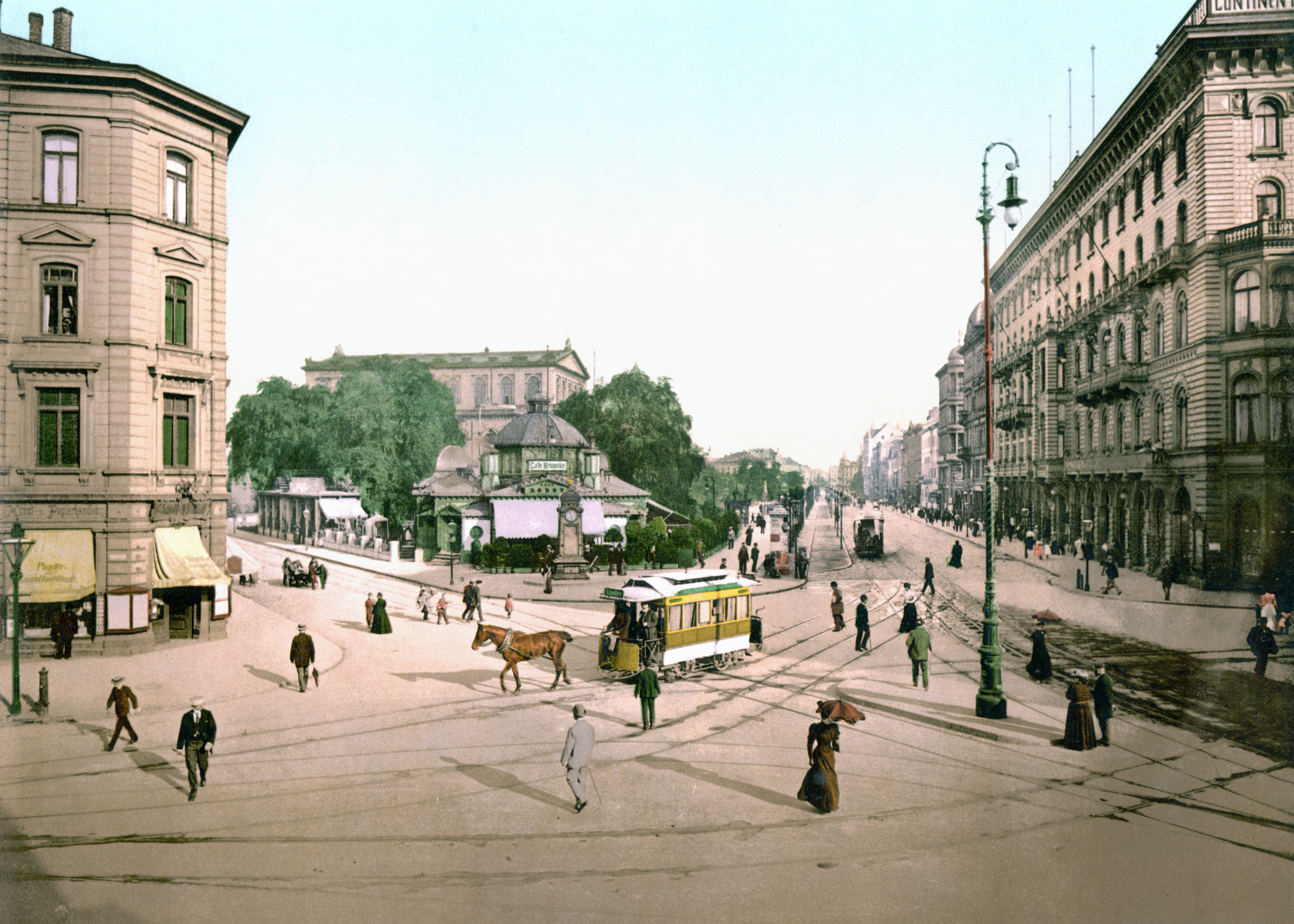
1895 год
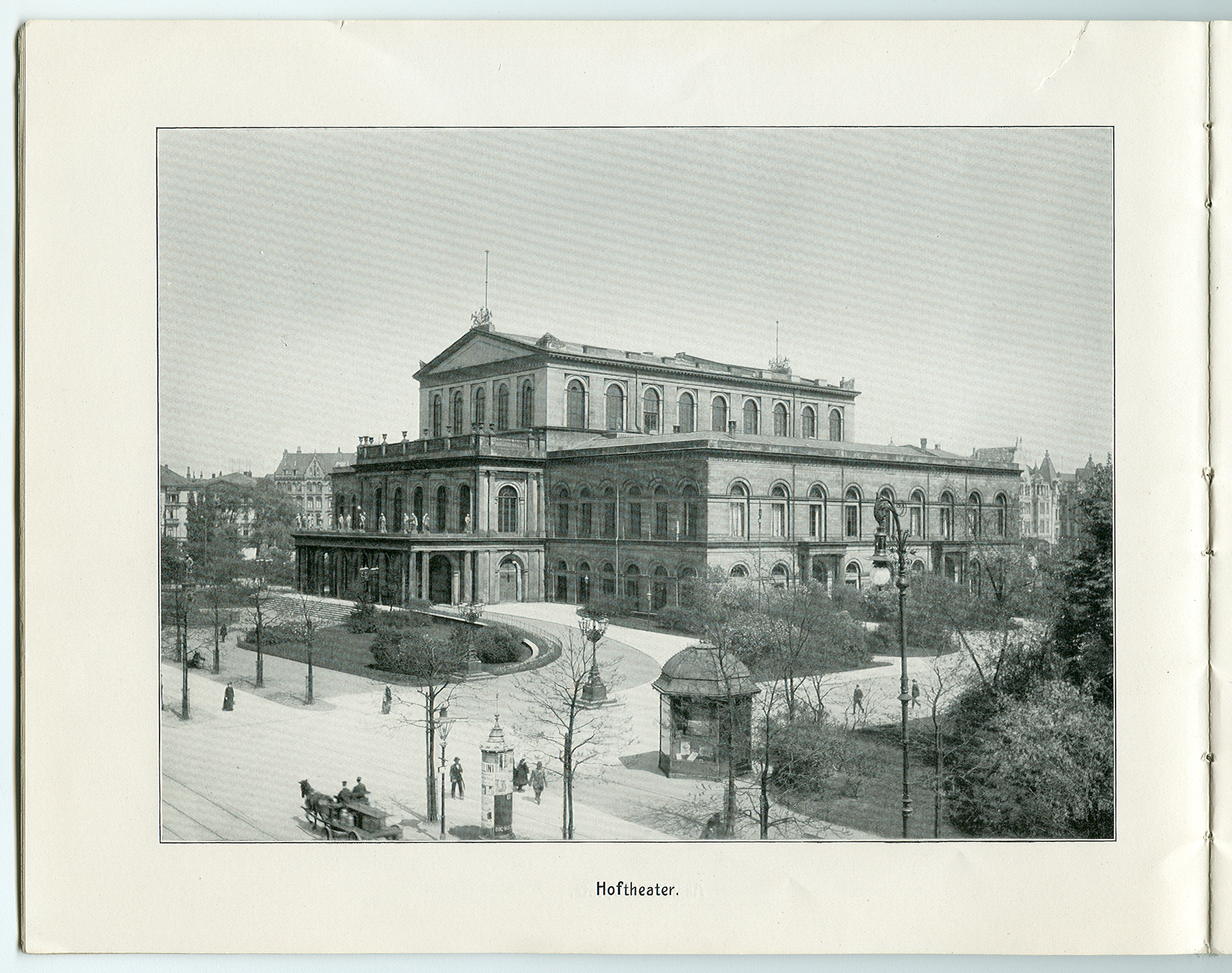
1900 год
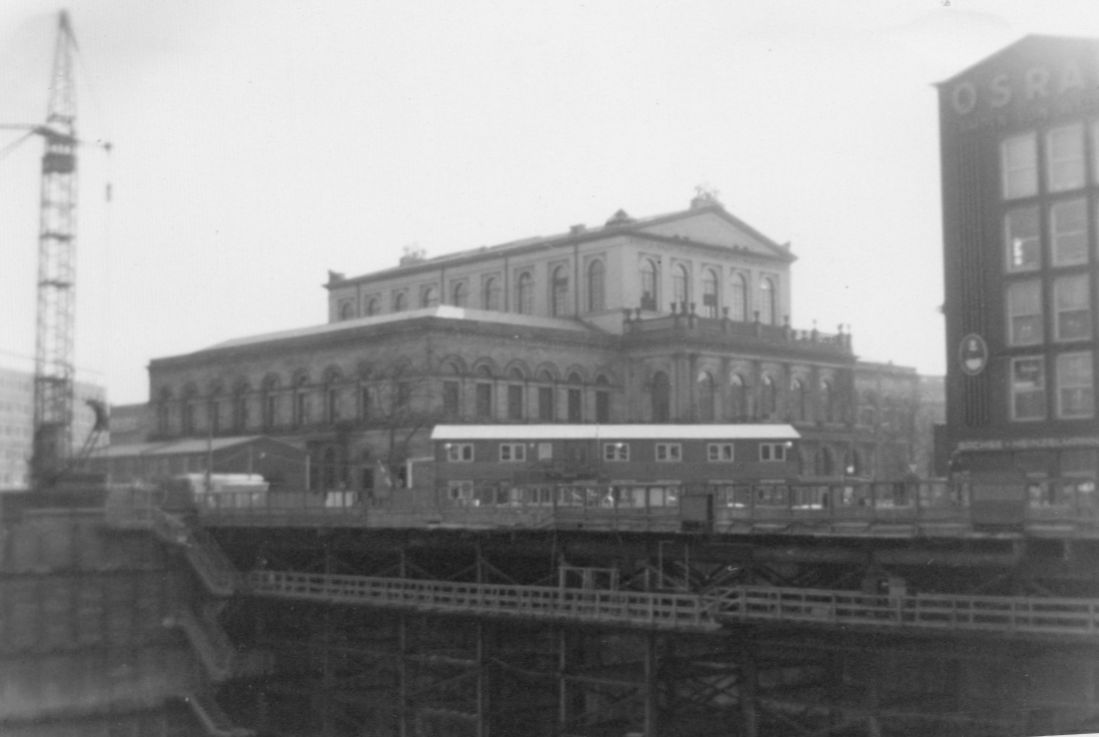
1972 год
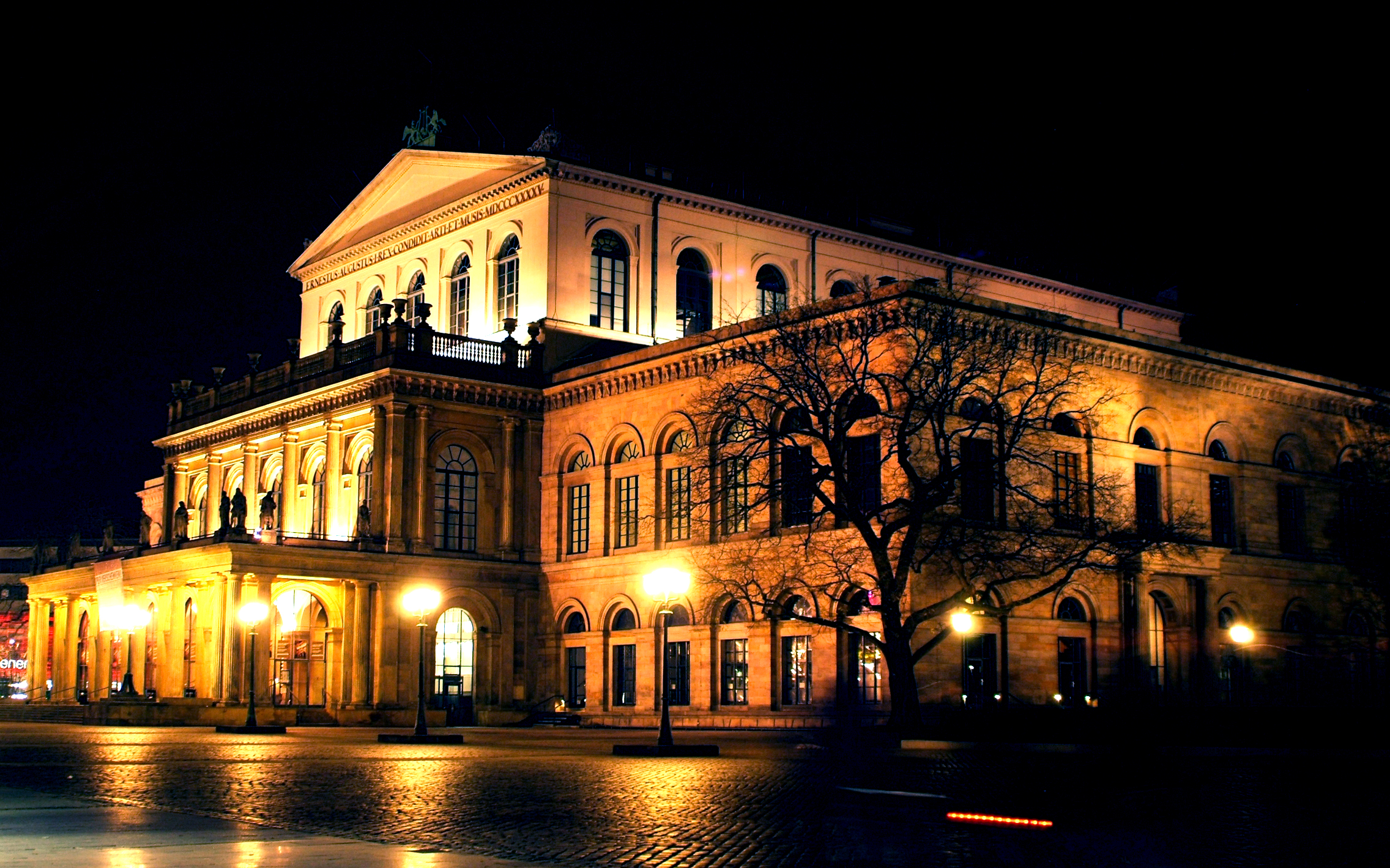
Ночная подсветка